# Бурчак-Абрамович, Николай Иосифович
Николай Иосифович Бурчак-Абрамович (26 октября [8 ноября] 1902, Мартыновка, Волынская губерния — 15 октября 1997, Тбилиси) — советский учёный-палеонтолог, профессор, доктор биологических наук (1955); занимался изучением млекопитающих и птиц позднего кайнозоя.

## Биография
Родился 26 октября (8 ноября) 1902 года в селе Мартыновка, Пулинской волости, Житомирского уезда, Волынской губернии.
Окончил естественно-географический факультет Житомирского педагогического института в 1925 году и геолого-географический факультет Киевский институт народного образования имени М. П. Драгоманова в 1928 году.
В Великую Отечественную войну работал в Казахстане (Тургай), на Урале в экспедициях особого назначения (ЭОН), на Кавказе и в Средней Азии. В 1943—1946 годах был докторантом Палеонтологического института (ПИН). Работал в Институте палеобиологии Академии наук Грузинской ССР в Тбилиси. В 1950-х годах — сотрудник Естественноисторического музея Академии наук Азербайджанской ССР.
В 1951 году защитил кандидатскую диссертацию, в 1955 году — докторскую.
Автор более 600 публикаций, в том числе двух монографий — «Ископаемые страусы Кавказа и юга Украины» (1953, Баку) и «Ископаемые быки Старого Света. T. 1» (1957, Баку).
Кроме ископаемых птиц и млекопитающих он интересовалься и охрану природы, реликтовым гоминидам, туранским тигром, истории эстетствознания. Он бы настоящим энциклопедистом
У его была большая палеоорнитологическая коллекция ископаемых верхне-плейстоценских птиц из местонахождении Бинагады (Бинагадинское кировое озеро — Баку, Азербайджан)
Н. Бурчак-Абрамович присутствовал при вскрытии могилы Хвита, сына Заны — абхазской женщины-легенды.
Умер 15 октября 1997 года в Тбилиси, Грузия.